# Hermann von Galen
Hermann von Galen (* 21. März 1623; † 8. Dezember 1674) war ein römisch-katholischer Geistlicher, Domherr in Münster und Amtsherr in Lüdinghausen.

## Leben

### Herkunft und Familie
Hermann von Galen entstammte dem zu dieser Zeit noch protestantischen Adelsgeschlecht von Galen, einem der ältesten und bedeutendsten Westfalens. Er war der Sohn aus der ersten Ehe des Gert Valke von Galen zu Ermelinghof (* 1590 † 25. Dezember 1642) und dessen Gemahlin Anna Margaretha von Hugenpoth (*5. Oktober 1598 † 31. Oktober 1636) und hatte neun Geschwister und vier Stiefgeschwister aus der zweiten Ehe des Vaters mit Anna Margaretha von Frydach (*? † nach 1640). Hermanns Schwester Mechthild (1616–1691) war mit Johann von der Recke zu Steinfurt verheiratet. Deren Sohn Johann Dietrich war Amtsdroste in Werne.

### Wirken
Aufgeschworen wurde Hermann im protestantischen Bistum Bremen 1637, wo er am 23. Juli 1640 zum Domherren emanzipiert wurde. Im Jahre 1654 wurde er rekatholisiert unter dem Einfluss seines Verwandten dem Fürstbischof von Münster Christoph Bernhard von Galen. Mit dem Erhalt der Tonsur am 12. September 1661 wurde Hermann auf ein geistliches katholisches Leben vorbereitet. Er studierte in Paris und empfing am 21. September 1663 die Niederen Weihen. Am Tage darauf wurde er Subdiakon. Nach der Präsentation am 5. April 1662 kam er nach der Aufschwörung am 3. Mai des Jahres in den Besitz einer Dompräbende in Münster. Die Bestallung zum Amtsherrn von Lüdinghausen fiel auf den 12. Oktober 1669.